# جوائز رانك
تشتمل جوائز رانك على جائزة رانك للإلكترونيات البصرية وجائزة رانك الخاصة بالتغذية. تُكرم الجوائز وتكافئ وتشجع الباحثين العاملين في مجالات الإلكترونيات البصرية والتغذية.
يتم تمويل الجوائز من قبل مؤسسة Rank Prize Funds الخيرية، والتي منحها الصناعي ومحب الخير ومؤسس منظمة رانك J. Arthur Rank وزوجته Nell، عبر مؤسسة Rank Foundation في 16 فبراير 1972، قبل وقت قصير من وفاة Arthur. يدعم الصندوقان، صندوق تغذية الإنسان والحيوان وزراعة المحاصيل وصندوق الإلكترونيات البصرية, ويدعم العلوم التي تعكس اهتمامات رانك التجارية من خلال "علاقته بصناعات طحن الدقيق والسينما والإلكترونيات"، والتي يعتقد رانك أنها ستكون ذات فائدة كبيرة للبشرية. كما تعترف صناديق جوائز التصنيف أيضًا بالتميز وتدعمه وتعززه بين الباحثين الشباب والناشئين في مجالي التغذية والإلكترونيات الضوئية. تهدف الصناديق إلى النهوض بالتعليم والتعلم وتعزيزهما للمنفعة العامة.

## جائزة رانك للإلكترونيات البصرية
تدعم جائزة رانك للإلكترونيات البصرية وتشجع وتكافئ الباحثين العاملين في طليعة أبحاث الإلكترونيات البصرية، في البداية (من عام 1976) كانت تُمنح سنويًا، والآن أصبحت جائزة تمنح كل سنتين بقيمة 100000 جنيه إسترليني. تربط الإلكترونيات البصرية بين البصريات والإلكترونيات والظواهر ذات الصلة.
تتكون لجنة الإلكترونيات الضوئية من الأشخاص التالية أسماؤهم:
- دونال برادلي وسام قائد الإمبراطورية البريطانية الأعظم, زمالة الجمعية الملكية (رئيس)
- روبيرتو كيبولا زمالة الأكاديمية الملكية للهندسة[6]
- مارتين داوسن زمالة الجمعية الملكية في إدنبرة
- هيلين غليسون وسام ضابط الإمبراطورية البريطانية الأعظم
- انيا هرلبيرت
- سيمون لافلين زمالة الجمعية الملكية, عالم أعصاب[7]
- جون مولون زمالة الجمعية الملكية, دكتوراه في العلوم
- مايلز بادجيت زمالة الجمعية الملكية في إدنبرة, زمالة الجمعية الملكية
- ويلسون سايبت وسام قائد الإمبراطورية البريطانية الأعظم, زمالة الجمعية الملكية, زمالة الجمعية الملكية في إدنبرة
- موريس سكولنيك زمالة الجمعية الملكية[8]

من بين الفائزين السابقين:
- 1978 – تشارلز كاي كاو
- 1982 – تشارلز توماس اليوت
- 1982 – كالفين كوات
- 1988 – تي بيتر برودي
- 1991 – ديفيد نيل باين وويليام الكسندر جامبلينغ
- 1993 – أرثر أشكين
- 1995 – ويليام برادشو اموس
- 1998 – فيديريكو كاباسو
- 1998 – إيسامو أكاساكي وهيروشي أمانو وشوجي ناكامورا
- 2006 _ تشارلز إتش بينيت وغيليس براسارد وستيفن ويزنر
- 2006 _ بول إليفيساتوس
- 2008 – مانديام سرينيفاسان
- 2008 – بيتر دينير
- 2014 – الف ادامز
- 2014 _ ايلي يابلونوفيتش
- 2018 – جوناثان نايت
- 2018 – فيليب راسيل
- 2018 – تيم بيركس[9][10]
- 2022 _ مايكل غراتزل

## جائزة رانك للتغذية
جائزة التصنيف للتغذية مخصصة للبحث في تغذية الإنسان والحيوان (تختلف عن تربية الحيوانات)، وزراعة المحاصيل.
تتكون لجنة التغذية من الأشخاص التالية أسماؤهم:
- جون ماذرز درجة الركتوراه , مرتبة شرف, زميل في جمعية التغذية (رئيس)
- مالكولم بينيت
- مايكل جودنج
- بيتر جريجوري زميل الجمعية الزراعية الملكية في إنجلترا
- سارة جور
- آن ماري مينهان وسام ضابط الإمبراطورية البريطانية الأعظم , درجة الدكتوراه
- سوزان أوزان
- آن برنتيس
- جون ويلدينج

مُنحت جائزة التصنيف للتغذية على فترات مختلفة منذ عام 1976، ولكنها تُمنح الآن مرة كل سنتين بقيمة 100000 جنيه إسترليني.
في عام 2014، مُنح عالم الفيزياء الحيوية الأسترالي غراهام فاركوهار والمهندس الزراعي في هيئة البحوث الأسترالية ريتشارد ريتشاردز جائزة رانك في التغذية، من أجل "الريادة في فهم تمييز النظائر المشعة في النباتات وتطبيقه لإنتاج أصناف القمح التي تستخدم المياه بكفاءة أكبر"، وهو ما يتعلق باكتشاف زوج صنع في الثمانينيات.
فائزون اخرون:
- 1981 − هوغو كورتشاك ومارشال هاتش وروجر سلاك، عن "العمل المتميز على آلية التركيب الضوئي التي أرست وجود مسار بديل للتثبيت الأولي ثنائي أكسيد الكربون في بعض النباتات الغذائية الهامة".
- 1982 − هاميش مونرو، لعمله على استقلاب البروتين في الثدييات.
- 1984 − إيلسي ويدوسون، لعملها على قيم الأغذية كمصادر مغذية، وآثار نقص التغذية على المدى الطويل والمجاعة وطبيعة عملية النمو والتحكم فيها.
- 1989 − فيرنون ر. يونغ لعمله على استقلاب الأحماض الأمينية للإنسان.
- 1992 − كينيث بلاكستر، جائزة مدى الحياة تُمنح بعد وفاته.
- 1995 – ريتشارد سميثيلز وبي ام. هيبارد، عن "الدراسات الرائدة في دور نقص المغذيات الدقيقة، ونقص حمض الفوليك بشكل أساسي، وعيوب الأنبوب العصبي".

- 2006 − تشارلز إتش بينيت وغيليس براسارد وستيفن وايزنر للبحث في المفهوم الأصلي للتعمية الكمومية.
- 2010 − بيتر إي هارتمان[17] وروبين أوينز عن "أبحاثهم حول الرضاعة البشرية، بما في ذلك طرق القياس غير الجراحي لمعدل إفراز الحليب".
- 2020 – ستيفن أورايلي
- 2022 – كاثي مارتن

## أنظر أيضاً
- تغذية
- بصريات
- الكترونيات